# Marcia Reale
Marcia Reale (Marșul Regal) ori Fanfara Reale (Fanfara Regală) a fost imnul național oficial al Regatului Italiei între 1861 – 1946. Marșul a fost compus în 1831 de Giuseppe Gabetti la cererea lui Carlo Alberto de Savoia și urma să fie imn al casei regale de Savoia. 
La fel ca Marcha Real – imnul național spaniol -  Marșul Regal italian nu avea versuri, deși au existat câteva versiuni neoficiale. 
Cea mai cunoscută versiune este următoarea:
Evviva il Re ! Evviva il Re ! Evviva il Re !
Chinate o Reggimenti le Bandiere al nostro Re
La gloria e la fortuna dell'Italia con Lui è
Bei Fanti di Savoia gridate evviva il Re !
Chinate o Reggimenti le Bandiere al nostro Re !
Viva il Re ! Viva il Re ! Viva il Re !
Le trombe liete squillano
Viva il Re ! Viva il Re ! Viva il Re !
Con esso i canti echeggiano
Rullano i tamburi le trombe squillano squillano
Cantici di gloria eleviamo con fervor
Viva l'Italia, l'Italia evviva ! Evviva il Re !
Viva L'Italia, evviva li Re ! Evviva il Re !!!
Viva l'Italia ! Viva il Re ! Viva il Re !
Tutta l'Italia spera in Te, crede in Te,
gloria di nostra stirpe, segnal di libertà,
di libertà, di libertà, di libertà.
Quando i nemici agognino
i nostri campi floridi
dove gli eroi pugnarono
nelle trascorse età,
finché duri l'amor di patria fervido,
finché regni la nostra civiltà.
L'Alpe d'Italia libera,
dal bel parlare angelico,
piede d'odiato barbaro
giammai calpesterà
finché duri l'amor di patria fervido,
finche regni la nostra civiltà.
Come falange unanime
i figli della Patria
si copriran di gloria
gridando libertà.